# Doprava v Baku
Baku je důležitým přístavem v Kaspickém moři a je zde také důležité mezinárodní letiště.
Dříve jezdily ve městě tramvaje; ty byly však postupně zcela nahrazeny metrem a soukromými minibusy – „maršrutkami“.

## Městská doprava

### Metro
V Baku funguje síť metra, jež je nazýváno Baki Metropoliteni. Bylo otevřeno v roce 1967 a po stagnaci veřejné dopravy po pádu SSSR se opět začíná rozšiřovat. Centrální stanice jsou velmi hluboko a jsou bohatě zdobeny. Hlášení v každé stanici má vlastní melodii. Metro má dvě trasy a celkem měří 31,5 km. V roce 1995 byl v metru rozsáhlý požár, který si vyžádal 289 obětí.

### Autobusová doprava
Autobusovou dopravu zajišťují soukromé minibusy (někdy známé jako maršrutky), které nemají pevné zastávky, zastaví na znamení u hlavních silnic nebo dle domluvy.

### Taxi
Ve městě jsou dvě oficiální taxi služby: Žluté taxi a bílé taxi s modrou značkou Azerq Taxis. Dále existuje spousta soukromých taxikářů. 

## Letecká doprava
V Baku je Mezinárodní letiště Hejdara Alijeva. Je položeno 25 km od Baku v Bině.

## Námořní doprava
Baku je také důležitý přístav. Trajektové spojení funguje pravidelně z Baku napříč Kaspickým mořem do Turkmenbaši (dříve Krasnovodsk) v Turkmenistánu a Bandar Anzali a Bandar Nowšar v Íránu.

## Železniční doprava
Přímé vlaky ze železniční stanice Bakı spojují město s Machačkalou, Moskvou, Rostovem na Donu, Charkovem a Kyjevem.